# Mátramindszent
Mátramindszent é um município da Hungria, situado no condado de Nógrád. Tem 16,73 km² de área e sua população em 2015 foi estimada em 815 habitantes.